# Walter Schultze
Pour les articles homonymes, voir Schultze.
Walter August Ludwig Schultze, né le 1er janvier 1894 à Hersbruck et mort le 16 août 1979 à Krailling, est un médecin allemand, homme politique nazi et fonctionnaire du IIIe Reich.
Il est connu pour avoir été dirigé l'Union allemande et nationale-socialiste des professeurs d'université (en). Il fut aussi l'organisateur du massacre de malades et personnes handicapées en Bavière. Il était parfois désigné par le surnom de Bubi.

## Biographie
Il obtient son Abitur à Landshut en 1912. Après l'école, il commence des études de médecine en 1912 à la Université Louis-et-Maximilien de Munich (LMU).
En 1914, il participe à la Première Guerre mondiale en tant que volontaire. Il sert dans le 2e régiment de cavaliers lourds (de), puis comme observateur d'avion. En 1917, grièvement blessé, il quitte l'armée avec le grade de lieutenant.
Après la fin de la guerre, il rejoint un corps franc, le Freikorps Epp. Il termine ses études à la LMU et obtient son doctorat en 1919.
Membre d'une organisation étudiante de droite, Schultze rejoint le Parti ouvrier allemand en 1919, qui est rebaptisé Parti national-socialiste des travailleurs allemands en 1920. En 1923, il participe au putsch de la Brasserie. Schultze se tient juste à côté d'Adolf Hitler lorsque la police bavaroise ouvre le feu sur les putschistes. Il aide Hitler, blessé, à prendre la fuite, et vient soigner sa luxation de l'épaule dans la villa d'Ernst Hanfstaengl. La même année, Schultze est nommé médecin adjoint du Reich de la Sturmabteilung.
En 1925, Schultze se spécialise en chirurgie. De 1926 à 1931, il est médecin pour l'Association commerciale agricole du Palatinat à Spire. Son adhésion au NSDAP at probablement été suspendue après le putsch de Munich jusqu'en 1929, car il rejoint à nouveau le parti nazi (numéro de membre 99 822). À Spire, il progresse au sein du parti et devient Chef de groupe local. En 1929, il fonde l'Association médicale nationale-socialiste allemande. En 1931, il est de retour à Munich comme médecin de l'association professionnelle agricole de Haute-Bavière. En 1932-33, il est député NSDAP du parlement de l'État bavarois.
Après la prise du pouvoir par les nazis, Schultze est commissaire d'État aux soins de santé du ministère bavarois de l'intérieur de mars à novembre 1933. Il est ensuite sous-secrétaire d'État et, de novembre 1933 à 1945, dirige le département de la santé du ministère bavarois de l'intérieur. En 1934, il est nommé professeur honoraire de santé publique à la LMU.
En 1936, Schultze quitte l'église protestante et se dit désormais « gottgläubig ». Ce n'est probablement qu'après qu'il passe de la SA à la SS (membre n° 276 831). Le 13 septembre 1936, il devient SS-Oberführer, le 12 septembre 1937 SS-Brigadefuhrer et le 30 janvier 1943 SS-Gruppenführer. De 1938 à 1945, il est député du Reichstag, parlement devenu politiquement insignifiant à l'époque nationale-socialiste.
Schultze dirige le Reichsdozentenwerk en 1936-37, est chef de département dans le NS-Lehrerbund et chef du groupe régional VII de la Croix-Rouge allemande. De 1935 à 1944, il est le Reichsdozentenführer, dirigeant de l'Union des professeurs d'université allemands nazis (NSDDB), une organisation du parti structurée selon le principe du Führer, dont la mission est le contrôle politique des professeurs d'université et donc le contrôle de la science institutionnalisée. En juin 1944, la cour suprême du parti du NSDAP le relève de son poste au sein du NSDDB en raison d'un abus de pouvoir au détriment d'un membre du parti.
En sa qualité de Reichsdozentführer, Schultze assure le 23 novembre 1941 le discours d'ouverture de l'Université du Reich de Strasbourg. Il nomme l'objectif de l'institution : « éradiquer » tout ce qui « n'est pas allemand » de la « pensée de notre peuple ».

### Co-organisateur de l'assassinat des malades
En tant que commissaire d'État au ministère bavarois de l'Intérieur, Schultze participe à l'organisation de l'Aktion T4, le meurtre d'environ 70 000 malades mentaux et handicapés. Selon les propres déclarations de Schultze, lui et le Gauleiter de Haute-Bavière Adolf Wagner ont été informés de la campagne T4 par Philipp Bouhler fin 1939 ou début 1940. Schultze est aussi un proche de Viktor Brack, l'adjoint de Bouhler et l'un des principaux organisateurs de l'Aktion T4. Des services comme celui dirigé par Schultze au ministère de l'Intérieur de Munich servent de « bureau central régional pour la campagne « T4 » » ; les responsables de la région sont impliqués à des degrés divers dans le massacre des malades ; Schultze est considéré comme faisant partie de la faction des partisans convaincus de l'opération meurtrière. Il ordonne le transfert des malades du sanatorium et des maisons de retraite d'Erlangen et de Kutzenberg vers le centre de mise à mort de Hartheim. Il développe le service spécialisé pour enfants de l' institution d'Eglfing-Haar, où les enfants handicapés sont assassinés à l'aide d'overdoses de drogue. Il contribue aussi aux efforts des responsables de l'Aktion T4 de créer une base légale à l'euthanasie nazie. Cependant, pour des raisons de politique étrangère, Hitler refuse de promulguer une telle loi avant la fin de la guerre. Le 30 novembre 1942, Schultze signe le « décret sur le régime de famine », qui stipulait officiellement une meilleure nutrition pour les patients capables de travailler au détriment des patients incapables de travailler. La malnutrition systématique des patients devient l'une des méthodes de mise à mort dans la deuxième phase de l'euthanasie nazie, l'Aktion Brandt (en).

### Procès après la guerre
En 1945, Walter Schultze est automatiquement arrêté par le gouvernement militaire américain dans le camp principal VII A près de Moosburg. Le 16 novembre 1948, il est condamné à trois ans de prison par le tribunal régional de Munich I pour complicité d'homicide involontaire. L'instruction de transférer les malades vers le centre de mise à mort de Hartheim est jugée comme une assistance à l'homicide involontaire. Comme circonstance atténuante, les juges déclarent qu'il « n'a pas agi pour des motifs bas » mais « en tant que national-socialiste convaincu était la proie des enseignements pernicieux d'Adolf Hitler ». En revanche, il est acquitté de l'accusation selon laquelle l'ordre qu'il a donné en 1942 de mettre les malades au régime de famine a délibérément provoqué leur mort. Il ne peut plus être prouvé que les décès sont effectivement survenus à la suite de ces instructions. Schultze est acquitté de l'accusation d'implication dans des meurtres d'enfants, bien qu'il ait admis qu'il était pleinement conscient de la fonction et de la portée de l'institution, ayant créé un Service des enfants au nom du ministère de l'Intérieur du Reich, dont l'objectif était d'euthanasier les enfants. Le tribunal de district de Munich justifie cet acquittement en disant que Schultze n'est ni directement impliqué dans la sélection des enfants à transférer au centre de mise à mort, ni directement impliqué dans la mise en œuvre. Le verdict de 1948 n'est finalement pas devenu mis en œuvre car le procureur et l'accusé ont fait appel.
Après douze ans de tergiversations, officiellement justifiées par une « incapacité à subir son procès », un jury munichois le condamne à nouveau en 1960, cette fois à quatre ans de prison, pour son implication dans l'« euthanasie » de plus de 380 adultes et enfants. Le verdict est de nouveau contesté par Schultze qui ne montre aucun remords. La demande de révision est acceptée le 6 décembre 1960 par la Cour fédérale de justice, l'affaire est renvoyée devant la cour d'assises de Munich pour un nouveau procès. En raison de l'incapacité de l'accusé à subir son procès, la procédure est interrompue de sorte qu'aucune condamnation définitive n'est prononcée.